# Tito Vázquez
Modesto Tito Vázquez (Ourense, 1º gennaio 1949) è un allenatore di tennis ed ex tennista argentino.

## Carriera

### Tennista
Dopo aver vinto diversi titoli nazionali nelle categorie giovanili, Vazquez si trasferisce negli Stati Uniti per giocare nei tornei NCAA dei college americani nella squadra dell'Università della California a Los Angeles, dove gioca al fianco di Jimmy Connors.
Da professionista ha vinto due titoli di doppio, il Dutch Open nel 1974, in coppia con Guillermo Vilas, e l'ATP Buenos Aires nel 1976, in coppia con Carlos Kirmayr. Nei tornei del Grande Slam ha ottenuto il suo miglior risultato all'Open di Francia raggiungendo i quarti di finale di doppio nel 1974 in coppia con Guillermo Vilas, e di doppio misto nel 1977 in coppia con Raquel Giscafré. In singolare si è spinto fino al quarto turno agli US Open 1970 e nel corso del torneo ha sconfitto il celebre Pancho Segura, alla sua ultima apparizione in singolare in una prova del grande Slam.
In Coppa Davis ha giocato un totale di 4 incontri, ottenendo 2 vittorie e 2 sconfitte.

### Allenatore
Dopo il ritiro dall'agonismo intraprende la carriera di allenatore. Sotto la sua guida, Victor Pecci raggiunge la finale all'Open di Francia 1979. In seguito sarà capitano delle squadre di Coppa Davis di Argentina, Paraguay e Venezuela. Diventa per la prima volta capitano dell'Argentina verso la fine degli anni 1980 e poi di nuovo dal 2009 al 2011, anno in cui l'Argentina disputa la finale di Coppa Davis, persa contro la Spagna.

## Statistiche

### Doppio

#### Vittorie (2)
| Numero | Anno             | Torneo                         | Superficie  | Compagno        | Avversari in finale          | Punteggio          |
| 1.     | 21 luglio 1974   | Dutch Open, Hilversum          | Terra rossa | Guillermo Vilas | Lito Álvarez Julián Ganzábal | 6-2, 3-6, 6-1, 6-2 |
| 2.     | 28 novembre 1976 | ATP Buenos Aires, Buenos Aires | Terra rossa | Carlos Kirmayr  | Ricardo Cano Belus Prajoux   | 6-4, 7-5           |

### Doppio

#### Finali perse (2)
| Numero | Anno           | Torneo                             | Superficie  | Compagno              | Avversari in finale      | Punteggio     |
| 1.     | 28 marzo 1973  | Tennis South Invitational, Jackson | Cemento     | Jaime Pinto-Bravo     | Zan Guerry Frew McMillan | 2-6, 4-6      |
| 2.     | 29 luglio 1973 | Austrian Open, Kitzbühel           | Terra rossa | José Edison Mandarino | Jim McManus Raúl Ramírez | 2-6, 2-6, 3-6 |